# Lochmaeocles obliquatus
Lochmaeocles obliquatus är en skalbaggsart som beskrevs av Dillon 1946. Lochmaeocles obliquatus ingår i släktet Lochmaeocles och familjen långhorningar. Inga underarter finns listade i Catalogue of Life.